# Livro de Obadias

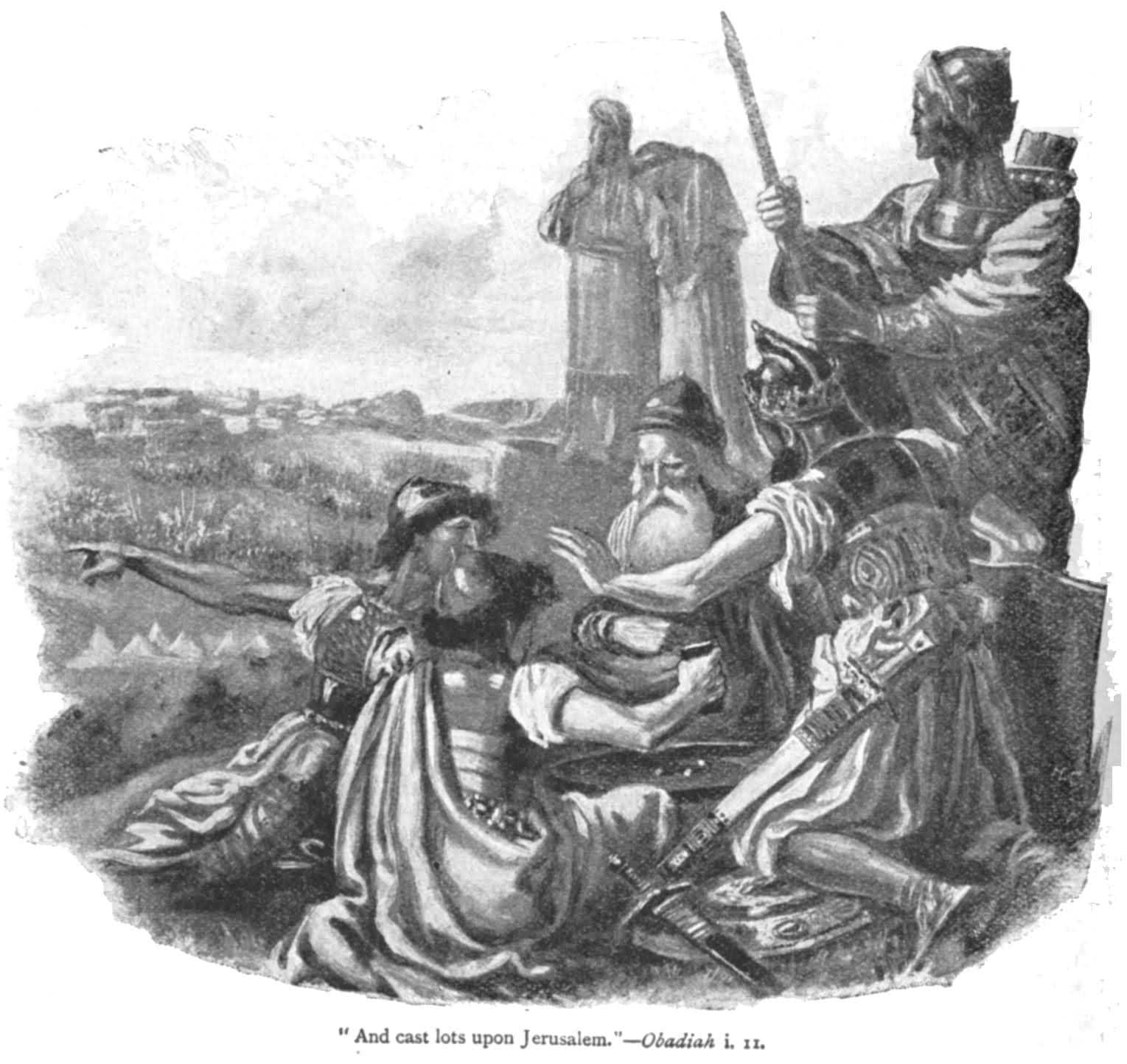
Ilustração do livro de Obadias: “os invasores repartindo Jerusalém”. Obadias 1:11.

O Livro de Obadias, também chamado de Livro de Abdias na Bíblia católica, faz parte da Bíblia hebraica, da qual é o menor livro, com apenas um capítulo, vem depois do Livro de Amós e antes do Livro de Jonas. Sua autoria geralmente é atribuída a um indivíduo chamado Obadias (ou Abdias) ("servo (ou fiel) do Senhor"), classificado como um "profeta menor" na Bíblia cristã, devido à brevidade de seu texto (apenas 21 versículos) e do seu conteúdo (material profético). Um profeta, no Antigo Testamento, não era apenas uma pessoa tida como capaz de ter visões divinas dos eventos futuros, mas também uma pessoa que Deus utilizava para declarar sua palavra.
Os primeiros nove versículos do livro preveem a destruição total na terra de Edom, pela mão de Deus. Obadias escreve que esta destruição será tão completa que será ainda pior que um ladrão que comete seu crime à noite, pois nem mesmo um ladrão destruiria tudo. Deus permitirá que todos os aliados da nação de Edom não só a abandonem como se voltem contra ela, ajudando a expulsar seu povo. Os versículos 10-14 explicam que quando Israel, o povo de Deus, foi atacado, Edom recusou-se a ajudá-lo, agindo assim como um inimigo. O fato complicante é que Edom e Israel partilham a mesma linhagem sanguínea, pelos seus fundadores - que eram dois irmãos, Jacó e Esaú. Por este tratamento inaceitável a um parente, Edom será coberta de vergonha e destruída para sempre. Os últimos versículos, do 15 ao 21, relataram a restauração de Israel e a aniquilação dos edomitas. O versículo 18 afirma que "ninguém mais restará da casa de Esaú". Israel se tornará um lugar santo, e seu povo retornará do exílio e habitará a terra que foi habitada pelos edomitas. O versículo final da profecia coloca Deus como o rei que governará sobre todas as montanhas de Edom.

## Conteúdo
Esses vinte e um versículos abordam uma questão muito séria e importante: a necessária solidariedade entre os mais fracos diante de um opressor. O país estava sendo pilhado e destruído pelos babilônios. Então Obadias reparou que Edom, país-irmão (cf. Gn 25:19-28; 36:1), ao invés de ajudar o mais fraco, bandeou para o lado do mais forte. E Edom estava gostando do que acontecia: aproveitava para conquistar terras, participar da pilhagem, matava, perseguia e dedurava os que estavam escondidos e pediam proteção (11-14). E fazia tudo isso por vingança: não perdoava as brigas passadas (cf. 2Rs 8:20-22). Como diz Ezequiel: Edom guardou um ódio eterno (Ez 35:5).
Além disso, os edomitas eram descritos como arrogantes, considerando-se invencíveis (v. 3) e orgulhosos de sua sabedoria e da valentia de seus guerreiros. O profeta mostra que a sabedoria se torna insensatez e a valentia se transforma em covardia, quando aliadas ao opressor contra um país-irmão desprotegido e atacado (vv. 5-9). Obadias reconhece que Judá também não é inocente e, por isso, está sofrendo uma das situações mais trágicas de sua história. No entanto Edom é mais culpado, porque não foi fraterno nesse momento crucial da história.
Pode-se estranhar a conclusão do profeta (v. 18), já que Edom não deveria guardar rancor de seu irmão nem tomar parte, com alegria selvagem, da destruição de Jerusalém; outros escritos bíblicos ensinam que não só deve-se esperar o perdão de nossos irmãos, mas também perdoá-los.
A primeira parte de Obadias (1-14) profetiza a queda de Edom (ver Idumeia), tradicional inimigo de Judá.
Segundo alguns documentos foi o primeiro bispo da Babilónia.
O escrito é pouco posterior à 587 AC.